# Владімір Степанія
Владімір Степанія (словен. Vladimir Stepania, нар. 8 травня 1976, Тбілісі) — грузинський професіональний баскетболіст, що грав на позиції центрового за декілька команд НБА.

## Ігрова кар'єра
Професійну кар'єру розпочав 1995 року виступами за команду «Слован», за яку відіграв один сезон.
Згодом виступав за «Олімпія» (Любляна).
1998 року був обраний у першому раунді драфту НБА під загальним 27-м номером командою «Сіетл Суперсонікс». Кар'єру в НБА розпочав 1998 року виступами за тих же «Сіетл Суперсонікс», ставши першим грузином, який зіграв у НБА. Захищав кольори команди із Сіетла протягом наступних 2 сезонів.
З 2000 по 2001 рік грав у складі «Нью-Джерсі Нетс».
2001 року перейшов до «Маямі Гіт», у складі якої провів наступні 2 сезони своєї кар'єри.
Останньою ж командою в кар'єрі гравця стала «Портленд Трейл-Блейзерс», до складу якої він приєднався 2003 року і за яку відіграв один сезон. Завершив споривну кар'єру в 28 років.

## Статистика виступів в НБА

### Регулярний сезон
| Сезон             | Команда                   | GP  | GS | MPG  | FG%  | 3P%  | FT%  | RPG | APG | SPG | BPG | PPG |
| ----------------- | ------------------------- | --- | -- | ---- | ---- | ---- | ---- | --- | --- | --- | --- | --- |
| 1998-99           | «Сіетл Суперсонікс»       | 23  | 6  | 13.6 | .424 | .000 | .525 | 3.3 | 0.5 | 0.4 | 1.0 | 5.5 |
| 1999-00           | «Сіетл Суперсонікс»       | 30  | 1  | 6.7  | .367 | .000 | .472 | 1.6 | 0.1 | 0.3 | 0.4 | 2.5 |
| 2000-01           | «Нью-Джерсі Нетс»         | 29  | 0  | 9.7  | .318 | .250 | .735 | 3.8 | 0.6 | 0.3 | 0.4 | 2.8 |
| 2001-02           | «Маямі Гіт»               | 67  | 4  | 13.2 | .470 | .500 | .481 | 4.0 | 0.2 | 0.4 | 0.7 | 4.3 |
| 2002-03           | «Маямі Гіт»               | 79  | 6  | 20.2 | .433 | .000 | .530 | 7.0 | 0.3 | 0.6 | 0.5 | 5.6 |
| 2003-04           | «Портленд Трейл-Блейзерс» | 42  | 2  | 10.8 | .417 | .000 | .611 | 3.0 | 0.5 | 0.3 | 0.4 | 2.6 |
| Усього за кар'єру | Усього за кар'єру         | 270 | 19 | 13.8 | .425 | .133 | .536 | 4.4 | 0.3 | 0.4 | 0.5 | 4.1 |